# 大阪観光大学
大阪観光大学（おおさかかんこうだいがく、英語: Osaka University of Tourism）は、日本の私立大学である。大阪府泉南郡熊取町に本部を置く。

## 概要
学校法人大阪観光大学が運営する。1921年2月、大阪市内日蓮宗寺院団において、日蓮上人降誕700周年事業として、明浄高等女学校が発願されたことに由来する。同年4月、明浄高等女学校開校。1931年6月、同女学校は宗門を離れ、教育内容は宗教色の無いものとなった。戦後の学制改革に伴い、1947年、新制明浄学院中学校、1948年、明浄学院高等学校を設置。中学校は1968年に募集停止、休校となるも（2004年、正式に廃止）、1985年4月に大阪明浄女子短期大学が開学。2000年4月、短大を四年制大学に改組し、大阪明浄大学が開学。2006年、大阪観光大学に名称変更した。2013年4月に国際交流学部国際交流学科を設置（2022年度を最後に学生募集停止）。日本で唯一「観光大学」を称する。在籍者の7割が外国人留学生である。

## 沿革
- 1921年（大正10年）
  - 2月 - 日蓮上人降誕700周年事業として大阪市内日蓮宗寺院団が明浄高等女学校（5年制）の開校を申請
  - 4月 - 文部省より明浄高等女学校（5年制）の設置認可。大阪府大阪市阿倍野区文の里に明浄高等女学校開校
- 1931年（昭和6年）6月 - 宗門を離れ、高等女学校として継続（田中吉太郎が校主に就任）
- 1945年（昭和20年）6月 - 財団法人明浄高等女学校設立認可
- 1947年（昭和22年）4月 - 明浄学院中学校を設立
- 1948年（昭和23年）4月 - 明浄高等女学校を明浄学院高等学校（全日制普通科）に移行
- 1949年（昭和24年）4月 - 法人名称を財団法人明浄学院と改称
- 1951年（昭和26年）3月 - 運営法人を学校法人明浄学院に組織変更認可
- 1968年（昭和43年）3月 - 明浄学院中学校を生徒募集停止
- 1984年（昭和59年）12月 - 大阪明浄女子短期大学（英語科）設置認可
- 1985年（昭和60年）4月 - 大阪明浄女子短期大学（英語科）開学
- 1989年（平成元年）12月 - 大阪明浄女子短期大学に文芸科の設置認可
- 1990年（平成2年）4月 - 大阪明浄女子短期大学に文芸科を開設
- 1999年（平成11年）12月 - 大阪明浄大学（観光学部観光学科、男女共学）設置認可
- 2000年（平成12年）4月 - 大阪明浄大学（観光学部観光学科、男女共学）として開学
- 2001年（平成13年）4月 - 学院創立80周年
- 2004年（平成16年）
  - 4月 - 大阪明浄女子短期大学を学生募集停止
  - 9月 - 明浄学院中学校を廃止
- 2006年（平成18年）4月 - 大阪観光大学に名称変更
- 2009年（平成21年）8月 - 大阪明浄女子短期大学廃止
- 2013年（平成25年）4月 - 大阪観光大学に国際交流学部国際交流学科を設置
- 2017年（平成29年）4月 - 大阪観光大学に日本語別科を設置
- 2020年（令和2年）
  - 3月16日 - 学校法人明浄学院は大阪地方裁判所に民事再生法の適用を申請し、同日、保全管理命令を受けた。大学は引き続き存続する見込み。
  - 8月20日 - 学校法人明浄学院から高等学校を経営分離する方針が示される。大学については引き続き学校法人明浄学院が経営する。
- 2022年（令和4年）4月1日 - 明浄学院高等学校の設置者を学校法人藍野大学に変更。学校法人明浄学院の名称を「学校法人大阪観光大学」に変更。「大阪観光大学憲章2022」「大阪観光大学10の約束」「大阪観光大学教職員行動指針」 を制定。前身の大阪明浄大学時代の学歌を元に大阪観光大学学歌「自由を共に生きる」を制定[6]。2023年度以降の国際交流学部の学生募集停止を公表し、国際交流学部の機能や能力を2022年4月以降の観光学部の新カリキュラムに発展的継承させることを発表した[7]。

## 基礎データ

### 所在地
- 大阪府泉南郡熊取町大久保南5丁目3-1

## 教育および研究

### 学部
- 観光学部
  - 観光学科
- 国際交流学部（2022年度を最後に学生募集停止）
  - 国際交流学科

### 別科
- 日本語別科

### 附属機関
- 研究所
  - 観光学研究教育センター
- 図書館

## 大学関係者と組織

### 大学関係者一覧

#### 教員
- 赤木攻　元学長
- 伊藤鉃也　前学長

#### 関係者
- 山本樹　元硬式野球部監督
- 伊勢孝夫　硬式野球部特別アドバイザー
- 江柄子裕樹　硬式野球部コーチ

#### 出身者
- 久保修　プロ野球選手（広島東洋カープ）
- 尾田剛樹　プロ野球選手（中日ドラゴンズ）

### 組織
- 大阪観光大学同窓会　卒業生で構成

## 系列校
- 明浄学院高等学校 - 2022年4月より学校法人藍野大学が経営している。

## 交通アクセス
- 西日本旅客鉄道（JR西日本）阪和線日根野駅下車。徒歩15分。

スクールバスあり。

## 対外関係

### 他大学との協定
- 恵州学院（中華人民共和国広東省恵州市）2022年2月25日、国際交流計画に関する協定を締結[8][9]。

## 社会との関わり

### 不祥事
2019年7月に学校法人明浄学院は記者会見し、法人の元理事長の女性が、2018年4月に、理事会に諮らずに大阪観光大学の運営資金1億円を暗号資産（仮想通貨）への投資に流用した疑いがあると明らかにしている。

2019年に発覚した学校法人の21億円ほどが不明となった問題に関し、2019年10月29日から大学で家宅捜索が行われた。

## 公式サイト
- 大阪観光大学